# Typhlonesticus gocmeni
Espèce
Typhlonesticus gocmeni est une espèce d'araignées aranéomorphes de la famille des Nesticidae.

## Distribution
Cette espèce est endémique de la province de Denizli en Turquie,. Elle se rencontre à Dodurgalar dans la grotte Keloğlan Mağarası.

## Description

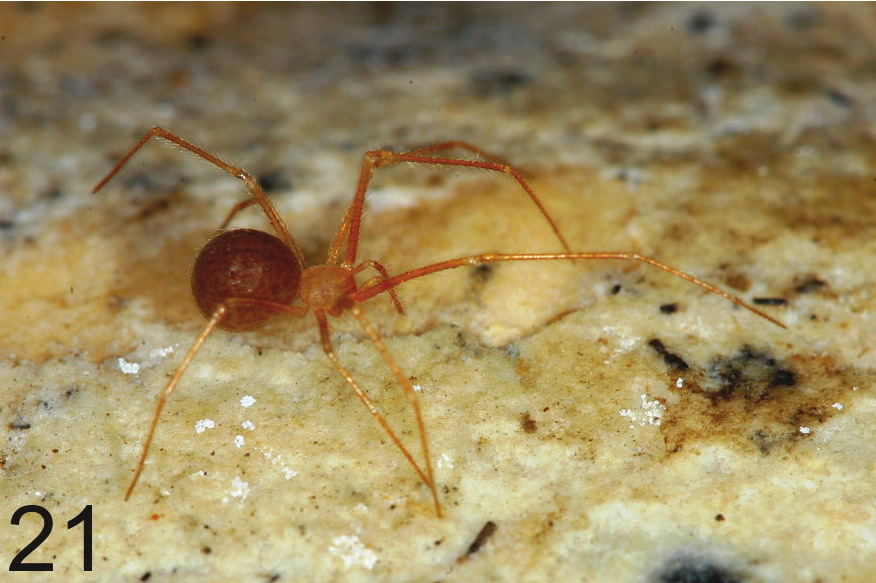
Typhlonesticus gocmeni ♀

Le mâle holotype mesure 2,75 mm et la femelle paratype 3,24 mm.

## Étymologie
Cette espèce est nommée en l'honneur de Bayram Göçmen.

## Publication originale
- Ribera, Elverici, Kunt & Özkütük, 2014 : Typhlonesticus gocmeni sp. n., a new cave-dwelling blind spider species from the Aegean region of Turkey (Araneae, Nesticidae). ZooKeys, no 419, p. 87-102.